# Imagry
Imagry（イマジリ）は、HDマップを使用しないマップレス型運転システムを開発した自動運転ソフトウェア開発会社である。
同社の生物に着想を得たテクノロジーは、リアルタイムで道路状況を認識するビジョンベースの認知ソフトウェアと、 模倣学習を用いた人工知能(AI)を組み合わせ、乗用車から自動運転バスに至るまで、 様々な車両への搭載が可能な自動運転用判断システムを構築している。

## 沿革
2015年設立。2018年より自動車業界に特化。
2019年初頭、地図を用いない自動運転ソフトウェアの初版をリリース。 
2016年5月、初の資金を調達。これまで合計4600万ドルを調達している。

### 導入事例
2023年、イスラエル初の自動運転バスの入札案件を落札。中東最大の医療センターであるシバ医療センター (Sheba Tel HaShomer City of Health)に導入されている。また、イスラエル初の公道での自動運転バスの入札案件も落札した。
コンチネンタル(Continental)社の 自動駐車ソリューション（Continental Autonomous Parking）に、イマジリのテクノロジーの一部を統合することで、コンチネンタル社と提携している。

### 事業内容
専門はレベル3-4の自動運転車向けマップレス運転技術。プラットフォームは、特定のハードウェアに依存しない設計で、高解像度の可視スペクトル(VIS)カメラを使用。
このソフトウェアは、他の自動運転用アプリケーションと統合が可能であり、乗用車からバスまで多様な車両への搭載が可能。リアルタイムで動作し、視覚ベースの認知システムを基盤とし、HD(高精度)マップの必要性をなくしている。
本社、米国カリフォルニア州サンノゼ。開発センターをイスラエルのハイファに置く。2019年より、アメリカ、ドイツ、日本、イスラエル、それぞれの公道で、搭載車両の走行がされている。
CEO、エラン・オフィル。

### 技術
生物に着想を得たテクノロジーは、車両に搭載された複数のカメラからの周辺情報を収集・処理する。このデータは車両内のコンピュータに送られ、リアルタイムで自動運転に必要なアクションを実行する（熟練した人間のドライバーのように）。同社のソフトウェアスタックは、車両メーカーに最大限の柔軟性と費用対効果を提供するため、特定のハードウェアに依存しないアーキテクチャを基盤とし、様々な自動車グレードのコンピューティングプラットフォームで実行可能。未知の道路における自動運転車の高速展開を可能にする独自の場所に依存しない技術を開発した。コスト効率の高いセンサーを使い、道路や都市のデジタルHD(高精度)マッピングへの大規模投資や、衛星との持続接続の必要性をなくしている。

## 特許
- 特許番号10,242,264（発行日2019年3月26日） — 実世界の要素を識別するための機械学習モデルを訓練するシステム及び方法
- 特許番号10,380,459（発行日2019年8月13日） — 画像分類のためのシステム及び方法
- 特許番号11,189,007（発行日2021年11月30日） — 機能性道路地図のリアルタイム生成
- 特許番号11,474,529（発行日2022年10月18日） — 自動運転機械の運動計画に関するシステム及び方法
- 特許番号11,836,884（発行日2023年12月5日） — 機能性道路地図のリアルタイム生成（続報）

## 受賞歴

### 2023
- ICA（イノベーション コネクティビティ オートノマス）からソフトウェアセンサーアワードを受賞[9]。
- 国際コンサルティング会社フロスト＆サリバンから、ヨーロッパの自動運転産業における技術リーダーシップの有効化においてベストインクラスと認識された[17]。